# San Vito sullo Ionio
 San Vito sullo Ionio er en by i Calabrien, Italien med 1.613 (2023) indbyggere.